# Brielse Dijkring
Het waterschap De Brielse Dijkring was een groot fusiewaterschap in de Nederlandse provincie Zuid-Holland op Voorne-Putten. Het was in 1954 gevormd uit het Hoogheemraadschap van Voorne en het Hoogheemraadschap van Putten en was verantwoordelijk voor de dijken en de afwatering op Voorne-Putten en het eiland van Rozenburg. In de loop der jaren zijn ook alle inliggende waterschappen bij De Brielse Dijkring gevoegd.
Uiteindelijk hebben de volgende waterschappen bestaan in het gebied van De Brielse Dijkring:
- De Noordsluis
  - Polder Oostvoorne
  - Polder Rugge
  - Polder Klein Oosterland
  - Polder Rockanje en annexe polders
  - polder Naters en Pancrasgors
- Sint Annapolder en het Schapengors
- Polder Kruiningergors
- Polder Noord-Meeuwenoord
- Polder Zuid-Meeuwenoord
- De Nieuwe Ondernemingspolder
- Polder Heenvliet
- Polder Zwartewaal
- De Vierpolders
- Polder Oude en Nieuwe Struijten
- Polder Nieuw Helvoet
- Polder De Quack
- Nieuw Helvoet en de Quack
- De Holle Mare
- Polder Nieuwenhoorn
- Polder Nieuwe Gote
- Polder Oudenhoorn
- Polder Abbenbroek
- Polder Nieuw Schuddebeurs
- Polder Zuidland
- Polder Velgersdijk
- Polder Molengorzen
- Polder Oude en Nieuwe Kade
- Polder Oude Kade
- Polder Nieuwe Kade
- De Oude en Nieuwe Uitslag van Putten
- De Oosthoek van Putten
- Oud- en Nieuw Hongerland
- Braband, Hekelingen en Vriesland
- Hekelingen en Vriesland
- Spijkenisse en Schiekamp
- Spijkenisse en Braband
- Polder Oostbroek
- Polder Oud- en Nieuw Guldeland
- Polder Nieuw Hoenderhoek
- Polder Het Tolland
- Polder Geervliet en Oud-Hoenderhoek
- Polder Simonshaven en Biert
- Polder Simonshaven en Oud-Schuddebeurs
- Polder Biert
- Polder Oud-Schuddebeurs
- Polder Oud- en Nieuw Stompaard
- De Vierambachtenboezem
- Hoogheemraadschap van Voorne
- Hoogheemraadschap van Putten
- Hoogheemraadschap van de Bernisse
- De Gecombineerde Krabben- en Graspolder
- Polder Rozenburg en Blankenburg
- De Droespolder